# Црква Светог архангела Гаврила у Предејану
Црква Светог архангела Гаврила у Предејану, насељеном месту на територији града Лесковца је храм који припада Епархији нишкој Српске православне цркве.
Црква посвећена Светом архангелу Гаврилу грађена је од 1869. до 1871. године. Покретач идеје за подизање храма био је Петар Љубеновић са својим оцем Љубеном и браћом Митром и Ранђелом. Мајстор зидар био је Китан Дебарлија са својим друштвом, који је цркву озидао са обичним каменом све до крова. По завршеним грађевинским радовима иконостас и друге украсе и фреску патрона на западном зиду радио је Василије Крстић, зоограф из Галичника. Владика Пајсије је дао свој благослов проти архимандриту Данилу и он извршио освећење храма уз учешће свештеника Петра Миленковића.
Први свештеници по освећењу храма били су Петар Миленковић са својим сином, такође свештеником, Стеваном, а касније око 1880. године, кад је био рукоположен за свештеника и други Петров син Стаменко је постао парох при цркви.
Године 1884. године при цркви подигнута је једна зграда са три одељења, где је у једном од тих одељења основана основна школа са првим учитељем С. Кучпарићем. За време Првог светског рата Бугари су у црквеној згради становали, а цркву су користили као шталу за своје коње. Реновирање цркве је почело тек 1920. године. Нови иконостас израдиле су рускиње Александра Сељенко и Евгенија Дoлгова, тадашње наставнице гимназије.
Година 1926—1927. прикупљали су се добровољни прилози за препокривање храма бољим кровом и обезбеђује потпуно од прокишњавања, уређује се црквена ограда, а 1930. године обезбеђује средства за довођење чисте и здраве планинске воде. Тај посао завршава 1931. године. За време службовања свештеника Слободана Митића подигнута је звонара 1971. године, а за време Горча Љ. Илића поред старог парохијског дома изграђује се нови парохијски дом.
Обнова храма је почела 30. јуна 2008. године која је трајала до 26. јула 2009. године. Унутрашњост храма али и спољашњост је током обнове мало измењена. Под брода цркве подигнут је за један степеник, свети престо је повећан, а степениште за галерију цркве измештено у припрати која је добијена затварањем трема цркве. На цркви је још награђена звонара која је раније била метална поред цркве и није се уклапала са црквом. Црква је приликом ових радова и електрифицирана. На дан црквене славе 26. јула 2009. године епископ нишки Иринеј извршио је велико освећење храма.
Крајем 2010. године обновљен је и дограђен парохијски дом.